# اوبرریکسینگن
شهر اوبرریکسینگن (به آلمانی: Oberriexingen) در ایالت بادن-وورتمبرگ در کشور آلمان واقع شده‌است.